# Sand-Herzfleckläufer
Der Sand-Herzfleckläufer (Thanatus arenarius) ist eine Spinne aus der Familie der Laufspinnen (Philodromidae). Er ist paläarktisch verbreitet. Der Trivialname deutet darauf hin, dass die Art häufig in sandigen Habitaten (Lebensräumen) angetroffen werden kann, obgleich sie auch weitere Lebensräume bewohnt.

## Merkmale
Das Weibchen des Sand-Herzfleckläufers erreicht zumeist eine Körperlänge von 5,5 bis zu 8,5 und das Männchen eine von 4,3 bis zu 6,2 Millimetern. Der grundsätzliche Körperbau der Art gleicht dem anderer Herzfleckläufer (Thanatus).

### Sexualdimorphismus
Der Sand-Herzfleckläufer weist wie viele Spinnen einen ausgeprägten Sexualdimorphismus (Unterschied der Geschlechter auf). Dieser zeichnet sich neben der Größe in der jeweiligen Farbgebung von Männchen und Weibchen aus.

#### Weibchen

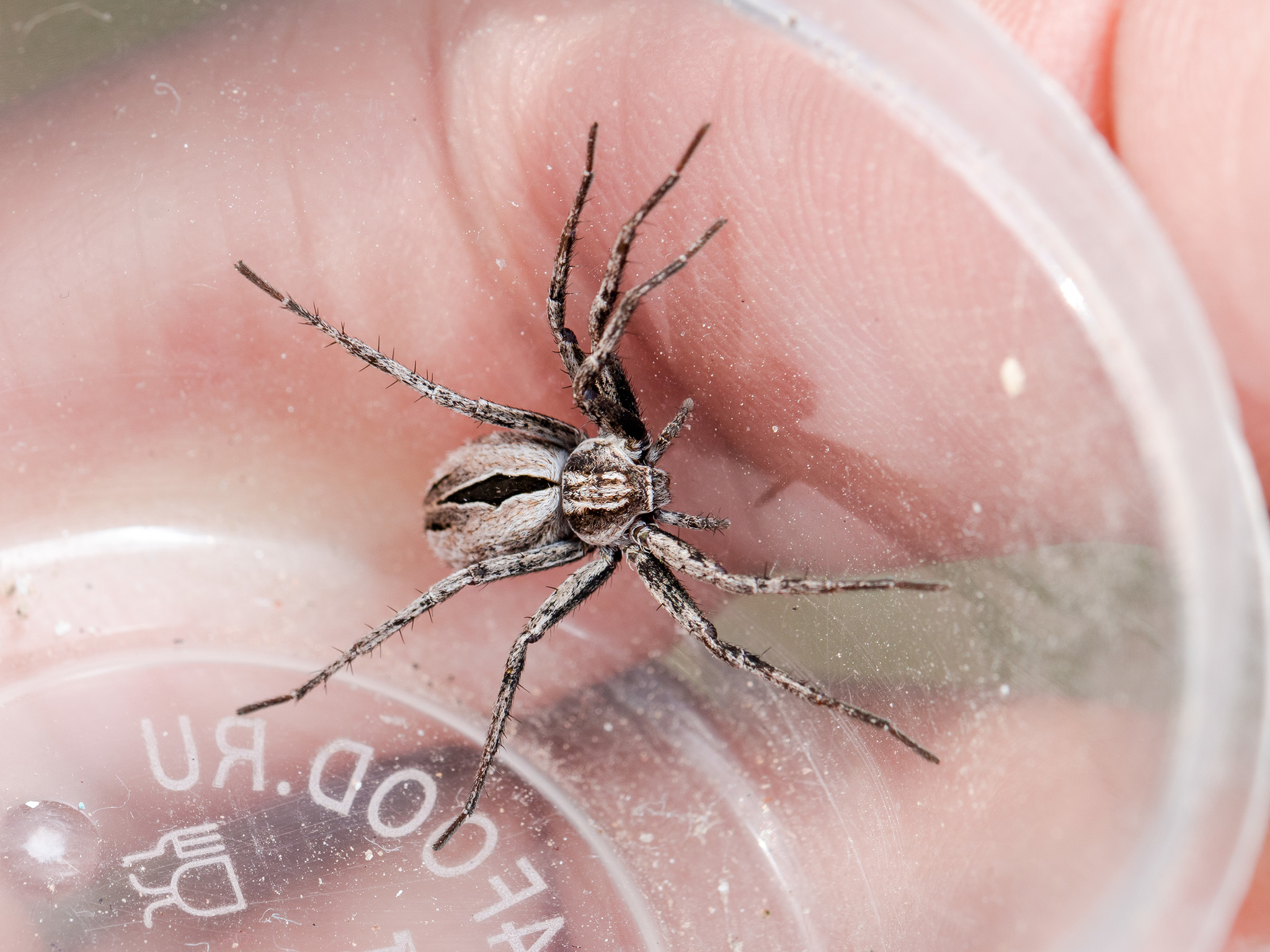
Weibchen im Größenvergleich

Das Weibchen des Sand-Herzfleckläufers kann innerhalb der schwedischen Bestände eine Körperlänge von 5,2 bis zu 6,7 Millimetern erreichen, wobei der Durchschnittswert 6,2 ± 0,5 Millimeter beträgt. Sein Carapax (Rückenschild des Prosomas, bzw. Vorderkörpers) wird unter diesen Umständen 2,3 bis zu 2,99 und durchschnittlich bis zu 2,59 ± 0,22 Millimeter lang sowie 2,05 bis zu 2,59 Millimeter und im Durchschnitt bis zu 2,30 ± 0,18 Millimeter breit. Der Carapax des Weibchens hat innerhalb dieser Bestände ein Längen-Breiten-Verhältnis von 1,06 bis zu 1,2 mit einem Durchschnittswert von 1,13 ± 0,05. Er ist hier und in dem Fall außerdem um 10° geneigt.
Der Carapax des Weibchens hat eine dunkelgraue Grundfarbe und erscheint (seitlichen) weißlich. Der Clypeus (Abschnitt zwischen den anterioren Augen und dem Rand des Carapax) ist schwarz gefärbt und mit einigen weißen Setae (chitinisierten Haaren) versehen. Innerhalb der ungarischen Populationen, bei denen das Prosoma des Männchens eine Länge von 3,42 bis zu 5,07 und eine Breite von 2,21 bis zu 2,89 Millimetern erreicht, beträgt dort der Abstand der anterior (vorne) medianen (mittel) Augen zueinander 0,14 bis zu 0,16 und der Abstand der anterior medianen zu den anterior lateralen Augen  0,08 Millimeter. Die posterior medianen Augen sind voneinander 0,23 bis zu 0,27 und zu den posterior lateralen Augen 0,23 bis 0,24 beabstandet. mediane Augenviereck hat beim Männchen bei diesen Beständen eine anteriore Breite von 0,28 bis zu 0,31, eine posteriore Breite von 0,39 bis zu 0,44 sowie eine Länge von 0,36 bis zu 0,53 Millimetern. Die Cheliceren (Kieferklauen) des Weibchens erscheinen schwärzlich und haben retrolateral (seitlich rückliegend) kurze, blasse und bräunliche Setae. Das Sternum (Brustschild des Prosomas) des weiblichen Tieres ist fast schwarz und mit weißen Setae versehen.
Die Beine des Weibchens erscheinen sandfarben oder hell bräunlich.
| Beinpaar | Femur (Schenkel) | Patella (Glied zwischen Femur und Tibia) | Tibia (Schiene) | Metatarsus (Fersenglied) | Tarsus (Fußglied) | Gesamtlänge |
| 1        | 1,72-2,7         | 0,73-1,22                                | 1,36-2,04       | 0,98-1,62                | 0,86-1,38         | 6,54-9,58   |
| 2        | 2,04-2,94        | 0,76-1,42                                | 1,53-2,31       | 1,2-1,9                  | 0,92-1,49         | 7,26-10,66  |
| 3        | 1,76-2,78        | 1,76-2,78                                | 1,05-2,06       | 1,12-1,6                 | 0,87-1,32         | 6,42-9,39   |
| 4        | 2,05-3,05        | 0,67-1,17                                | 1,41-2,44       | 1,38-2,05                | 0,98-1,58         | 7,2-10,68   |

| Femur                                         | Tibia                    | Metatarsus |
| dO-O-1-1ap oder 0-1-0, pI0-1-1-1ap oder 0-1-1 | pI1-1, rl0-1, v0-2-2-2ap | v2-2-0     |

Legende:
- ap = apikal (zur Spitze gelegen)
- d = dorsal (oben)
- pl = prolateral (seitlich vorliegend)
- rl = retrolateral
- v = ventral (unten)

Das Opisthosoma (Hinterleib) des Weibchens hat wie für die Gattung typisch anterior ein medianes lanzettförmiges Herzmal, das schwarz gefärbt und weiß umrandet ist. Daneben verläuft dort ein welliges Medianband in bräunlichgrauer Farbe, an das sich posterior weiße Streifen anfügen. Die Flanken des Opisthosomas weisen beim Weibchen eine weißliche Färbung auf. Seine Ventralseite besitzt hier ein dunkelbraunes Medianband, das von breiten hellen Streifen und schmaleren dunklen Längsstreifen gesäumt wird.

#### Männchen
Das Männchen des Sand-Herzfleckläufers erreicht innerhalb der schwedischen Populationen eine Körperlänge von 5,2 bis zu 6,7 und durchschnittlich 6,2 ± 0,5 Millimetern. Dabei ist der Carapax 2,3 bis 2,99 und im Durchschnitt 2,59 ± 0,22 Millimeter lang sowie 2,05 bis zu 2,59 und dabei zumeist 2,3 ± 0,18 Millimeter breit. Das Verhältnis zwischen Länge und Breite des Carapax reicht beim Männchen in dem Fall von 1,06 bis 1,2 und beläuft sich im Regelfall auf 1,13 ± 0,05. Seine Neigung beträgt bei diesen Populationen 10°.
Der Carapax des Männchens hat eine braune Grundfarbe Zwischen den posterior (hinteren) lateralen Augen und dem posterioren Ende des Carapax verlaufen zwei schmal, mediane und weiße Bänder. Innerhalb der ungarischen Bestände, wo dessen Prosoma eine Länge von 2,16 bis zu 2,97 und eine Breite von 2 bis zu 2,7 Millimeter aufweist, beträgt der Abstand der anterior medianen Augen zueinander 0,13 bis 0,19 und der der anterior medianen zu den anterior lateralen 0,06 bis zu 0,1 Millimeter, während die posterior medianen Augen voneinander 0,23 bis zu 0,34 und die posterior medianen und die posterior lateralen voneinander 0,21 bis zu 0,31 Millimeter beabstandet sind. Das mediane Augenviereck hat beim Männchen unter identischen Bedingungen eine anteriore Breite von 0,26 bis zu 0,37 und eine posteriore Breite von 0,38 bis zu 0,52 sowie eine Länge von 0,38 bis zu 0,49 Millimetern. Marginal (am Rand) ist der Carapax posterior gelblich weiß gefärbt. Die Cheliceren erscheinen hier bräunlich und das Sternum hellbraun.
Die Beine des Männchens sind bräunlich gefärbt und mit weißen Setae ausgestattet.
| Beinpaar | Femur     | Patella   | Tibia     | Metatarsus | Tarsus    | Gesamtlänge |
| 1        | 1,77-2,47 | 0,73-1,15 | 1,32-1,93 | 1,14-1,7   | 0,95-1,54 | 6,81-9,35   |
| 2        | 2,16-2,78 | 0,79-1,3  | 1,53-2,23 | 1,43-1,91  | 1,08-1,61 | 7,62-10,37  |
| 3        | 1,95-2,8  | 0,79-1,08 | 1,48-2,03 | 1,3-1,86   | 1,01-1,48 | 7,29-9,6    |
| 4        | 2,17-3,1  | 0,66-1,17 | 1,84-2,53 | 1,63-2,45  | 1,26-1,76 | 8,85-11,3   |

| Femur                                      | Tibia                               | Metatarsus |
| d0-1-1, pl0-1-1-1ap oder 1ap, rl0 oder 1ap | pI1-1-1, rl0 oder 1-1-1, v0-2-2-2ap | v2-2-0     |

Dorsal hat das Opisthosoma beim Männchen eine grauweiße Grundfarbe. Das Herzmal ist hier wie beim Weibchen schwarz gefärbt und von einer weißen Umrandung umgeben. Letztere entwickelt sich zu einer medianen Linie. Das ebenso für Herzfleckläufer übliche posteriore Folium auf dem Opisthosoma besitzt beim Männchen des Sand-Herzfleckläufers einen schwarzen und gezahnten Rand. Lateral erscheint dieser Körperabschnitt hier gräulich und ventral weist es ein breites und dunkelbraunes Medianband auf, dessen Flanken heller erscheinen. Die Opercula (Lungendeckel) des Männchens sind rotbraun gefärbt.

### Genitalmorpholohische Merkmale
Die Pedipalpen (Umgewandelte Extremitäten im Kopfbereich) sind beim Männchen des Sand-Herzfleckläufers dunkel gefärbt. Ein einzelner Bulbus (männliches Geschlechtsorgan) kann von denen andere Herzfleckläufern (Thanatus) mitunter durch sein hellbraunes Cymbium (erstes und vorderstes Sklerit, bzw. Hartteil des Bulbus) unterschieden werden. Außerdem ist die Tibiale retrolaterale Apophyse (chitinisierter Fortsatz) vergleichsweise kurz, nach außen gebogen und distal (zur Körpermitte gelegen) verbreitert, ihre Spitze ist flach zweigeteilt. Die teguläre (rückseitige) Apophyse besitzt zwei konische Ausstülpungen. Der Embolus (drittes und letztes Sklerit) ist eher kräftig gebaut und seine Spitze gerade.
Die Epigyne (weibliches Geschlechtsorgan) wird innerhalb der Gattung unter anderem durch ihre mit mehreren schwarzen Stacheln versehene Platte, die etwa so breit wie lang ist, charakterisiert. Das mediane Septum (Trennwand) ist eher breit. Die Epigyne des Sand-Herzfleckläufers besitzt längliche, taschenförmige Kopulationsöffnungen lateral unmittelbar neben dem Septum. Die Spermatheken (Samentaschen) haben kleine runde und gestielte Drüsen in rautenförmiger Form.

## Vorkommen
Das Verbreitungsgebiet des Sand-Herzfleckläufers erstreckt sich von Europa über Kaukasien, Iran und Russland (Europa bis Südsibirien) bis nach Kasachstan. In Europa selber ist die Art flächendeckend verbreitet und ließ sich in Kontinentaleuropa lediglich im nord- und im westlichen europäischen Teil Russlands mitsamt der Oblast Kaliningrad, Estland, den Niederlanden, der Schweiz, Portugal, Bosnien und Herzegowina und dem Kosovo sowie zusätzlich auf der russischen Doppelinsel Nowaja Semlja, in Franz-Josef-Land und Island genauso wie auf den Britischen Inseln, Irland, Sardinien, Korsika und Sizilien nicht nachweisen. In Vorderasien fehlt die Spinne außerdem in Armenien und auf Zypern. Ferner wird ihr Status in Aserbaidschan angezweifelt.
In Deutschland ist der dort eher allgemein eher seltene Sand-Herzfleckläufer bevorzugt in Ostdeutschland anzutreffen und dort nach Westen hin bis zum Wendland und dem Südharz anzutreffen. Sehr selten wurde die Art in Deutschland auch in Bayern und Baden-Württemberg nachgewiesen.

### Lebensräume
Der Sand-Herzfleckläufer bewohnt ein breites Spektrum an Habitaten (Lebensräumen) und ist unter anderem häufig in trockenen und halbtrockenen Steppen, Küsten und auf salzhaltigen Orten anzutreffen. Daneben kommt die Art auch in anderen Lebensräumen, wie offenen Sandflächen und Trockenweiden in Höhen von 1.000 bis zu 1.500 Metern über dem Meeresspiegel vor. Sie ist sowohl in Küstennähe als auch im Binnenland vorfindbar.
Ferner ließ sich die Spinne je nach geographischer Lage auch in anderen Habitaten nachweisen, in Schweden etwa in Dünenheiden sowie Heidegebieten mit Bewuchs der
Strandsegge (Carex arenaria) und Kalksteinflächen zwischen Gräsern. In Ungarn kommen Salzwiesen hinzu. Ähnlich verhält es sich auf der Krim, wo der Sand-Herzfleckläufer ebenfalls auf Salzwiesen, hier jedoch mit Bewuchs des Europäischen Quellers (Salicornia europaea) und Halocnemum strobilaceum aus der Familie der Fuchsschwanzgewächse (Amaranthaceae) und Salinen, Trockensteppen sowie Baumplantage nachgewiesen wurde.

### Gefährdung
Die Bewertungen der Populationsgefährdungen vom Sand-Herzfleckläufer wird je nach Land und Region unterschiedlich gewertet. In Deutschland etwa gilt die Art als mäßig häufig, allerdings ist bei den dortigen Populationen langfristig ein starker Rückgang zu verzeichnen, während für kurzfristige Analysen nicht ausreichend Daten vorliegen. Aufgrund dessen wird sie in der Roten Liste gefährdeter Arten Tiere, Pflanzen und Pilze Deutschlands (2016) in der Kategorie 3 („gefährdet“) eingestuft. Allerdings ist im Vergleich zur vorherigen Version dieser Roten Liste (1996) eine Verbesserung der Einstufung bemerkbar, in der die Art noch in der Kategorie 2 („stark gefährdet“) erfasst wurde.
In der Roten Liste der Spinnen Tschechiens (2015) wird der Sand-Herzfleckläufer nach IUCN-Maßstab in der Kategorie VU („Vulnerable“, bzw. verletzlich) und in der Roten Liste der Slowakei (1993) in der Kategorie R („Rare species“, bzw. seltene Art mit gebietsmäßig höherem Vorkommen), während er in der Roten Liste der Spinnentiere (Arachnida) Norwegens (2015) in der Kategorie NA („Not Applicable“, bzw. nicht bewertbar) gewertet wird.

## Biologie
Die Phänologie (Aktivitätszeit) des Sand-Herzfleckläufers beläuft sich bei ausgewachsenen Individuen beider Geschlechter auf den Zeitraum zwischen April und Juni. Ausgewachsene Männchen sieht man bereits im Frühjahr auf der Suche nach Weibchen auf dem Bodengrund umherlaufen. Die Überwinterung findet in der letzten Fresshaut (Häutungsstadium) vor der letzten und somit dem Adultstadium statt und die Häutung in dieses geschieht in einem sehr kurzen Zeitraum nach dieser. Anderweitig gleicht die wenig erforschte Biologie der Art im Wesentlichen der anderer Herzfleckläufer (Thanatus).

## Systematik
Die Systematik des Sand-Herzfleckläufers durchlief eher wenig Veränderungen. Der Artname arenarius stammt aus der lateinischen Sprache und bedeutet übersetzt „sandig“. Er deutet also auf die Präferenz sandiger Lebensräume der Spinne hin. Schon bei ihrer 1872 von Ludwig Carl Christian Koch durchgeführten Erstbeschreibung erhielt die Art die Bezeichnung Thanatus arenarius, die schon seitdem fast durchgehend angewandt wurde, sodass sie kaum von anderen Autoren andere Bezeichnungen erhielt. Bei einem 2000 von Éva Szita durchgeführten Review der in Ungarn vorkommenden Herzfleckläufer (Thanatus) wurde eine nach dem Lichtungs-Herzfleckläufer (T. sabulosus) benannte Artengruppe aufgestellt, die neben diesem den Sand-Herzfleckläufer enthält.